# Wim Kok
Willem (Wim) Kok (Bergstoep, 29 september 1938 – Amsterdam, 20 oktober 2018) was een Nederlands politicus en vakbondsbestuurder. Van 1994 tot 2002 was hij minister-president van Nederland. Kok was lid van de Partij van de Arbeid (PvdA).
Na een opleiding bedrijfskunde aan Nyenrode en een kortstondige carrière bij een handelskantoor trad Kok in 1961 aan bij de Bouwbond NVV. In de daaropvolgende jaren klom hij op tot voorzitter van de vakcentrale NVV en diens opvolger, de FNV. Als FNV-voorzitter, een functie die hij van 1976 tot 1985 vervulde, was Kok lid van de Sociaal-Economische Raad en groeide hij uit tot een uitgesproken gezicht van de vakbeweging. Na de Tweede Kamerverkiezingen 1986 trad hij toe tot het parlement voor de PvdA, waar hij al snel Joop den Uyl opvolgde als fractieleider. Van 1989 tot 1994 was hij minister van Financiën en vicepremier in het kabinet-Lubbers III, een coalitie van CDA en PvdA.
Bij de Tweede Kamerverkiezingen 1994 werd de PvdA onder Kok, ondanks fors zetelverlies, de grootste partij. Kok gaf vervolgens acht jaar leiding aan de zogenoemde 'paarse' kabinetten, de eerste na meerdere decennia waarin de christendemocraten niet meeregeerden. In plaats daarvan werkte de PvdA tijdens Kok I en Kok II samen met de liberale partijen VVD en D66. Er werd op grote schaal hervormd in de economie, door vernieuwingen op de arbeidsmarkt en door privatisering en liberalisering, en op sociaal gebied, onder meer door de legalisering van het homohuwelijk en euthanasie. Het beleid onder Kok, die in 1995 had gepleit voor "het afschudden van ideologische veren" door zijn eigen partij, paste in de traditie van de derde weg die tegelijkertijd elders door Tony Blair (in het Verenigd Koninkrijk) en Bill Clinton (in de Verenigde Staten) werd aangehangen.
Na zijn tweede kabinet, dat in 2002 vlak voor de eindstreep viel vanwege de kabinetscrisis over Srebrenica, trok Kok zich terug uit de politiek. Hij nam sindsdien commissariaten aan bij onder andere Shell, KLM en ING. Kok was van 2009 tot en met 2013 president van de Club van Madrid, een organisatie bestaande uit voormalige staatshoofden en regeringsleiders, om wereldwijd de democratie te bevorderen. In oktober 2018 overleed hij, op tachtigjarige leeftijd.

## Vakbondsleider en vroege politieke carrière

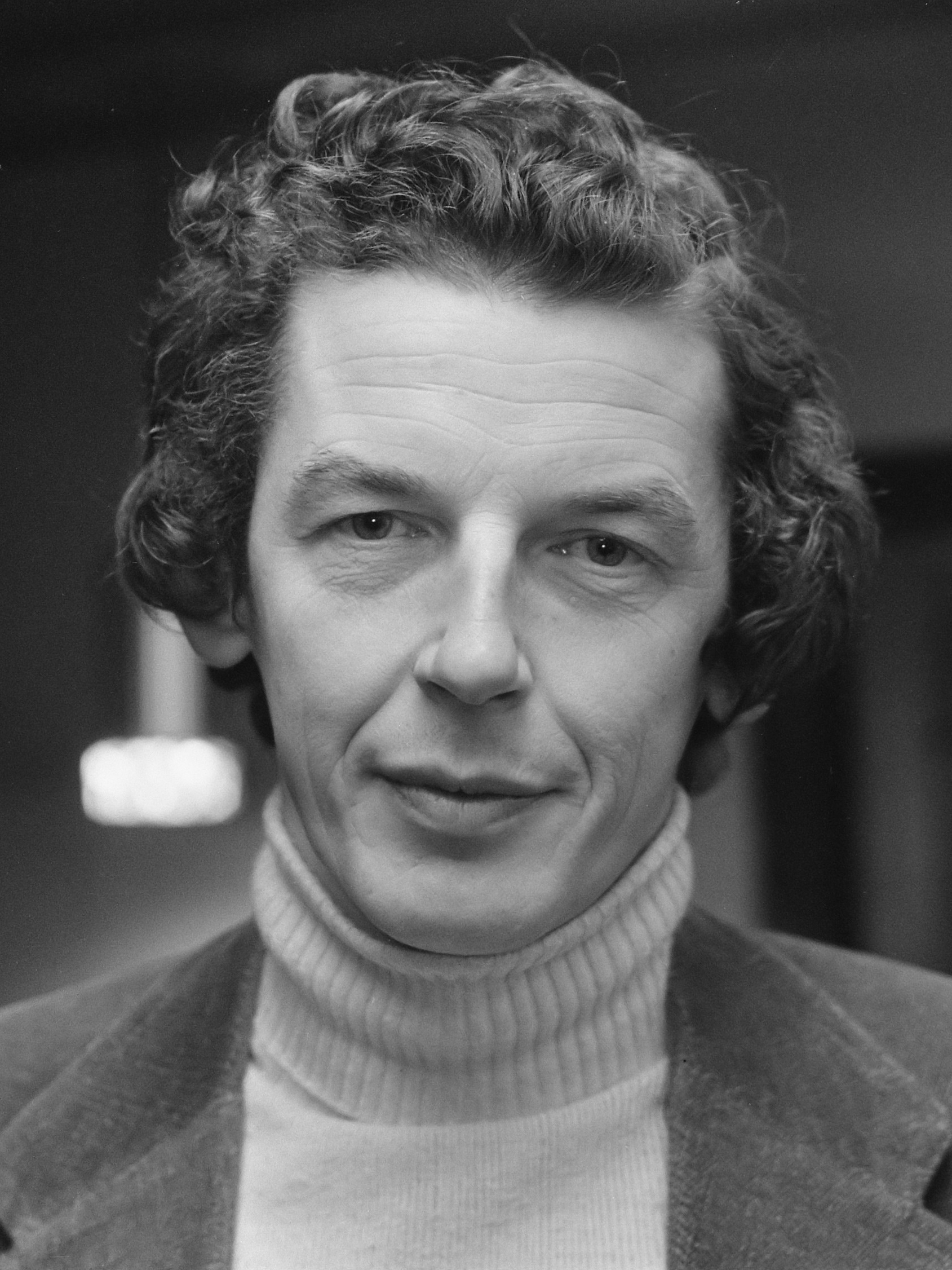
Wim Kok (1972).

Wim Kok werd geboren in Bergstoep in de gemeente Bergambacht. Hij behaalde de diploma's mulo-B en hbs-B aan de Rijks-hbs in Gouda, de voorloper van de Goudse Scholengemeenschap Leo Vroman, en studeerde vervolgens aan het Nederlands Opleidingsinstituut voor het buitenland Nyenrode bedrijfskunde, tot juli 1958. Na zijn militaire dienst was hij van 1959 tot 1961 werkzaam als commercieel medewerker op handelskantoor Sembodja Malaja.
Wim Kok begon zijn publieke loopbaan in 1961 als vakbondsman bij de Bouwbond NVV, waarbij hij regelmatig namens die bond op de televisie verscheen. Van 1969 tot 1976 bekleedde hij de functies secretaris, vicevoorzitter en voorzitter van het Nederlands Verbond van Vakverenigingen (NVV). Toen de NVV in 1976 fuseerde met de Nederlands Katholiek Vakverbond (NKV), trad Kok aan als voorzitter van de daaruit voortgekomen Federatie Nederlandse Vakbeweging (FNV), de grootste vakbond van Nederland.

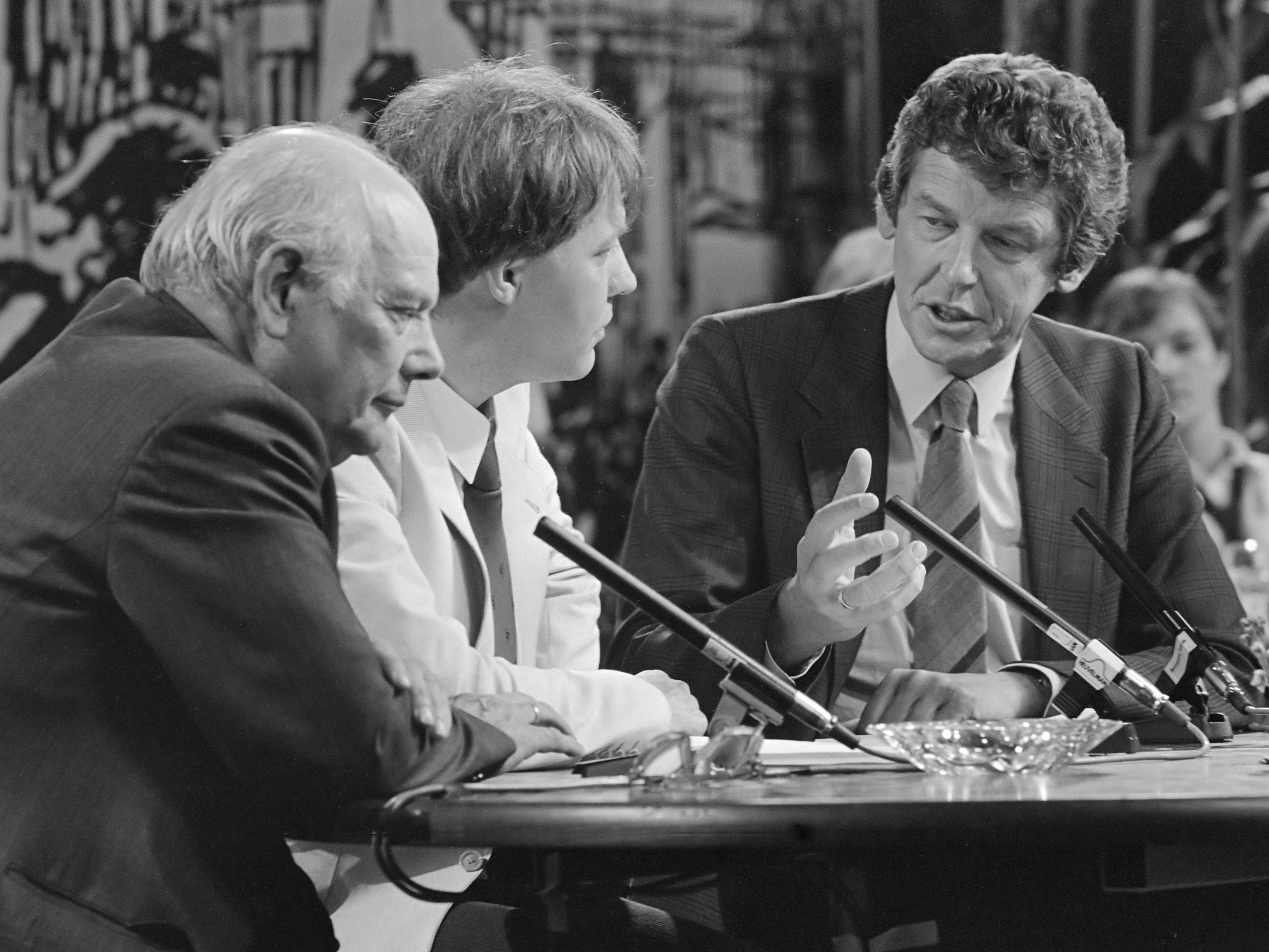
Kok in debat met Joop den Uyl in 1982

Een belangrijk wapenfeit uit Koks tijd bij de vakbond was het Akkoord van Wassenaar dat FNV en CNV in 1982 met de werkgeversorganisaties sloten. Daarin gingen de bonden akkoord met loonmatiging in ruil voor arbeidstijdverkorting. Kok vervulde zijn voorzitterschap tot en met 11 september 1985. In die tijd was hij vicevoorzitter van de Sociaal-Economische Raad (SER) en werknemersvoorzitter van de Stichting van de Arbeid.
In 1986 werd Kok gekozen tot lid van de Tweede Kamer. Als nummer 2 op de lijst van de PvdA (achter Joop den Uyl) haalde hij 570.000 voorkeurstemmen. Toen Den Uyl in juli 1986 het fractievoorzitterschap neerlegde, werd Wim Kok fractievoorzitter en oppositieleider tegen het kabinet-Lubbers II.
In 1989 werd hij gekozen tot vicevoorzitter van de Socialistische Internationale.

## Minister van Financiën

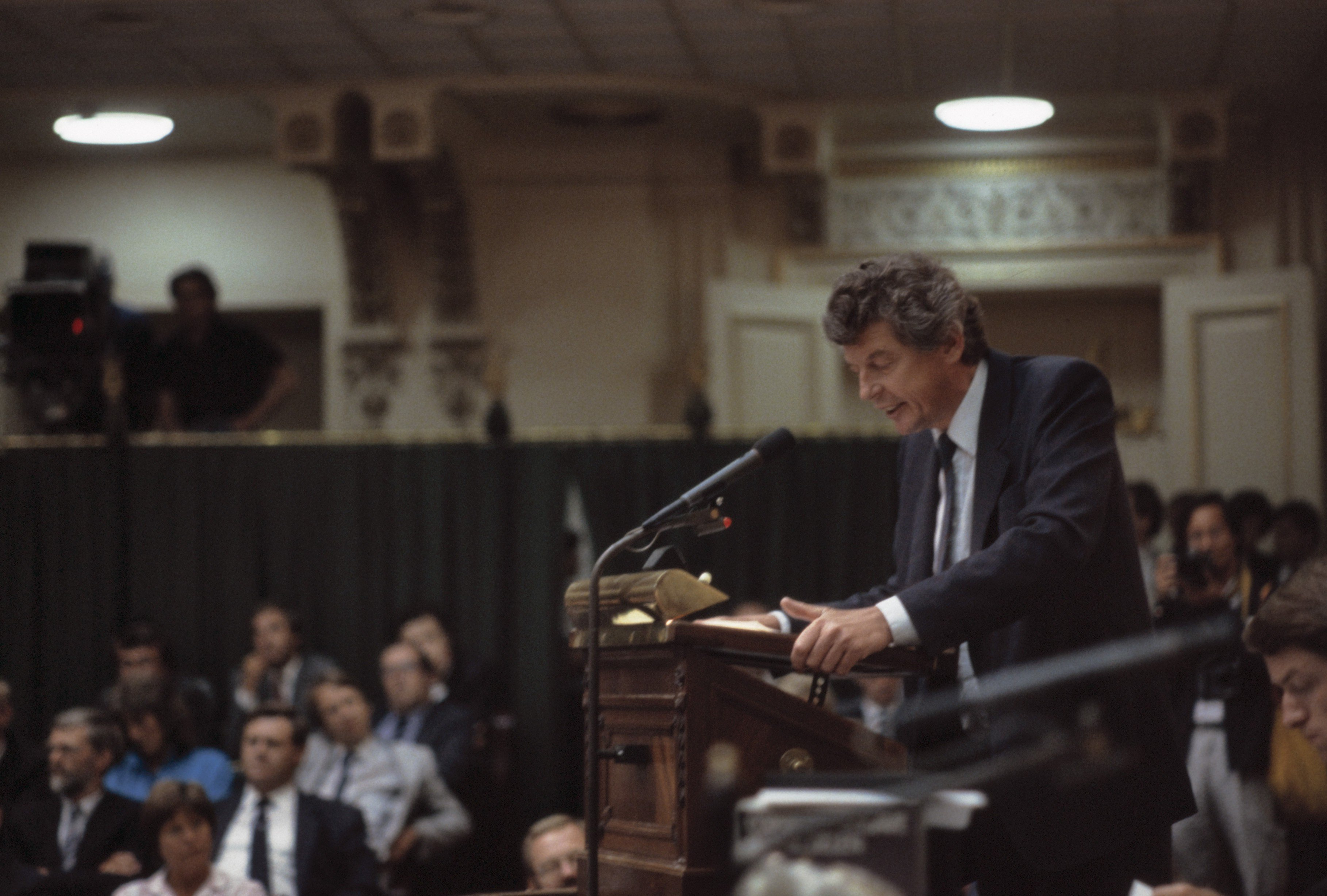
Kok tijdens de regeringsverklaring van het kabinet-Lubbers II, in 1986

Van 1989 tot 1994 was hij minister van Financiën in het kabinet-Lubbers III en tevens vicepremier. Kok, wiens werkstijl als bewindspersoon vaak als sober wordt omschreven, voerde tijdens dit ministerschap op financiën een stringent ombuigingsbeleid. Hiermee zette hij het beleid van zijn voorgangers voort, dat gericht was op terugdringing van het financieringstekort en stabilisering van de collectieve lastendruk.
In 1990 had Kok een groot aandeel bij het opstellen van de ombuigingsoperatie ("de Tussenbalans"), waarbij voor een bedrag van 17 miljard gulden aan extra ombuigingen werd afgesproken. De bezuinigingen werden bereikt door vermindering van overheidssubsidies, een huurverhoging van 5,5%, tariefsverhogingen in het openbaar vervoer, verhoging van accijnzen en motorrijtuigenbelasting ("kwartje van Kok") en door een grote efficiency-operatie. Beperking van het ziekteverzuim moest 1 miljard gulden opleveren. Ook in de gezondheidszorg, bij defensie en in de welzijnssector werd bezuinigd. Een voorgenomen verlaging van de btw ging niet door.
In 1991 werd Kok vanuit onder meer zijn eigen partij, de PvdA, ernstig bekritiseerd om het voornemen van het kabinet de WAO-regeling drastisch te herzien, om zo een einde te maken aan het toenemend aantal mensen dat een beroep op die regeling deed. Op 28 september 1991 vroeg Kok tijdens een buitengewoon PvdA-congres nadrukkelijk steun voor dit beleid en kreeg (ruim) het gevraagde vertrouwen.
In 1993 bracht Kok wetten tot stand inzake identificatie bij financiële dienstverlening en inzake melding van ongebruikelijke transacties.

## Minister-president

### Paars I

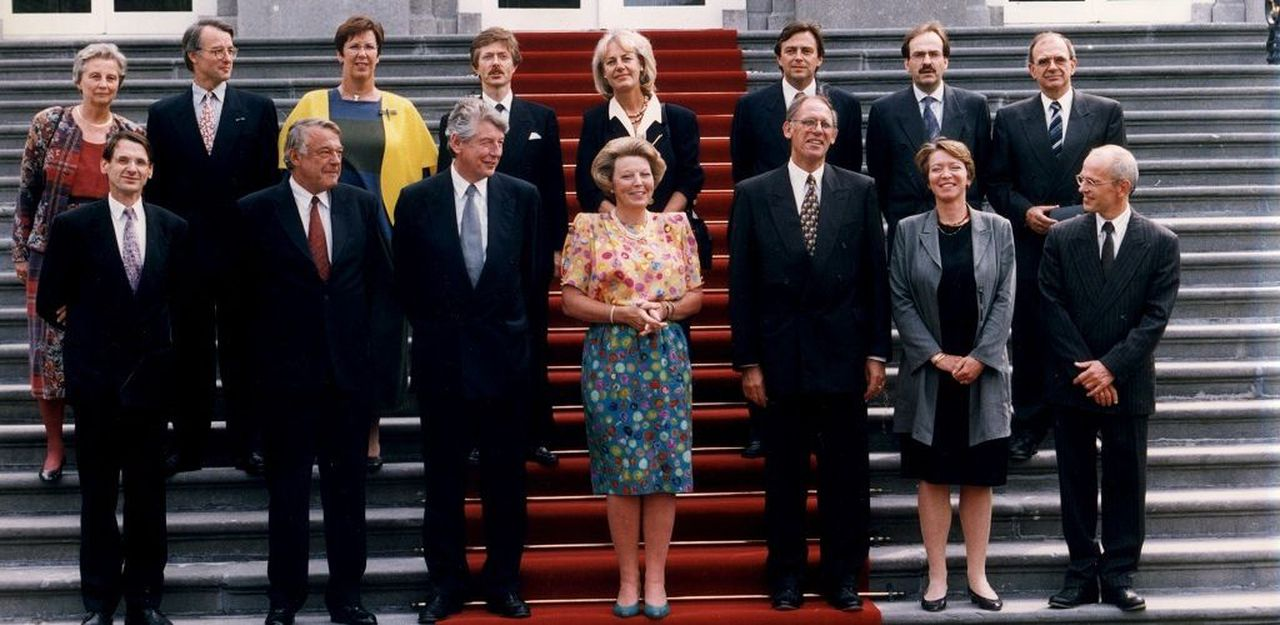
De bordesscène van het kabinet-Kok I in 1994

Toen bij de Tweede Kamerverkiezingen 1994 het CDA een dramatische nederlaag leed (20 zetels verlies), kwam de weg vrij voor de vorming van een paars kabinet, waarin de vroegere opponenten PvdA en VVD samen met D66 zouden regeren. Hoewel de PvdA ook groot verlies had geleden (de PvdA verloor 12 zetels maar werd voor het eerst sinds 1982 weer de grootste partij in de Kamer), werd Wim Kok minister-president van dit kabinet.
Als minister-president zette hij al snel een beduidend andere koers in dan Joop den Uyl, die in de jaren 70 de laatste PvdA-premier voor Kok was geweest. Op 11 december 1995 verklaarde Kok tijdens de Den Uyl-lezing dat "een werkelijke vernieuwing van de PvdA begint (...) met een definitief afscheid van de socialistische ideologie; met een definitieve verbreking van de ideologische banden met andere nazaten van de traditionele socialistische beweging". Daarmee werd Kok een voorloper van de derde weg, de omarming van het marktkapitalisme door sociaaldemocraten. Tony Blair in het Verenigd Koninkrijk, Gerhard Schröder in Duitsland en Bill Clinton in de Verenigde Staten zouden vergelijkbare hervorming doorvoeren, maar in de woorden van die laatste, "Wim was first".
Zo week het economische beleid in de jaren-Kok niet direct veel af van dat van zijn voorganger Lubbers. In het eerste paarse kabinet werd het beleid met betrekking tot overheidsfinanciën, dat onder verantwoordelijkheid van Kok in het derde kabinet-Lubbers al was gevoerd, doorgezet. Nederland zag zich hiertoe gedwongen, omdat het alleen op deze manier alsnog zou kunnen voldoen aan de eisen voor deelname aan de Europese Monetaire Unie. Het kabinet voerde een succesvol werkgelegenheidsbeleid (met name door het beleid van loonmatiging) en wist de overheidsfinanciën verder te saneren. Een nadeel van dit sterk financiële beleid, het najagen van groei en de loonmatiging was dat er weinig oog was voor cultuur, milieu en natuur. Het belang voor de economie van deze drie factoren werd genegeerd. Daarop was kritiek vanuit de PvdA. Financiële meevallers werden gebruikt om de staatsschuld te verminderen, maar werden ook aan burgers en bedrijven teruggegeven in de vorm van lastenverlichtingen. Hierdoor groeide de Nederlandse economie in recordtempo.
Kok speelde tijdens het Nederlandse voorzitterschap van de Europese Unie, januari-juni 1997, een belangrijke rol bij de totstandkoming van het Verdrag van Amsterdam. Dit op 2 oktober 1997 ondertekende verdrag versterkte de bevoegdheden van de Europese Unie op terreinen als justitie, het vrije verkeer van personen, buitenlands beleid en gezondheidszorg. Het Europees Parlement kreeg meer wetgevende bevoegdheden.

### Paars II

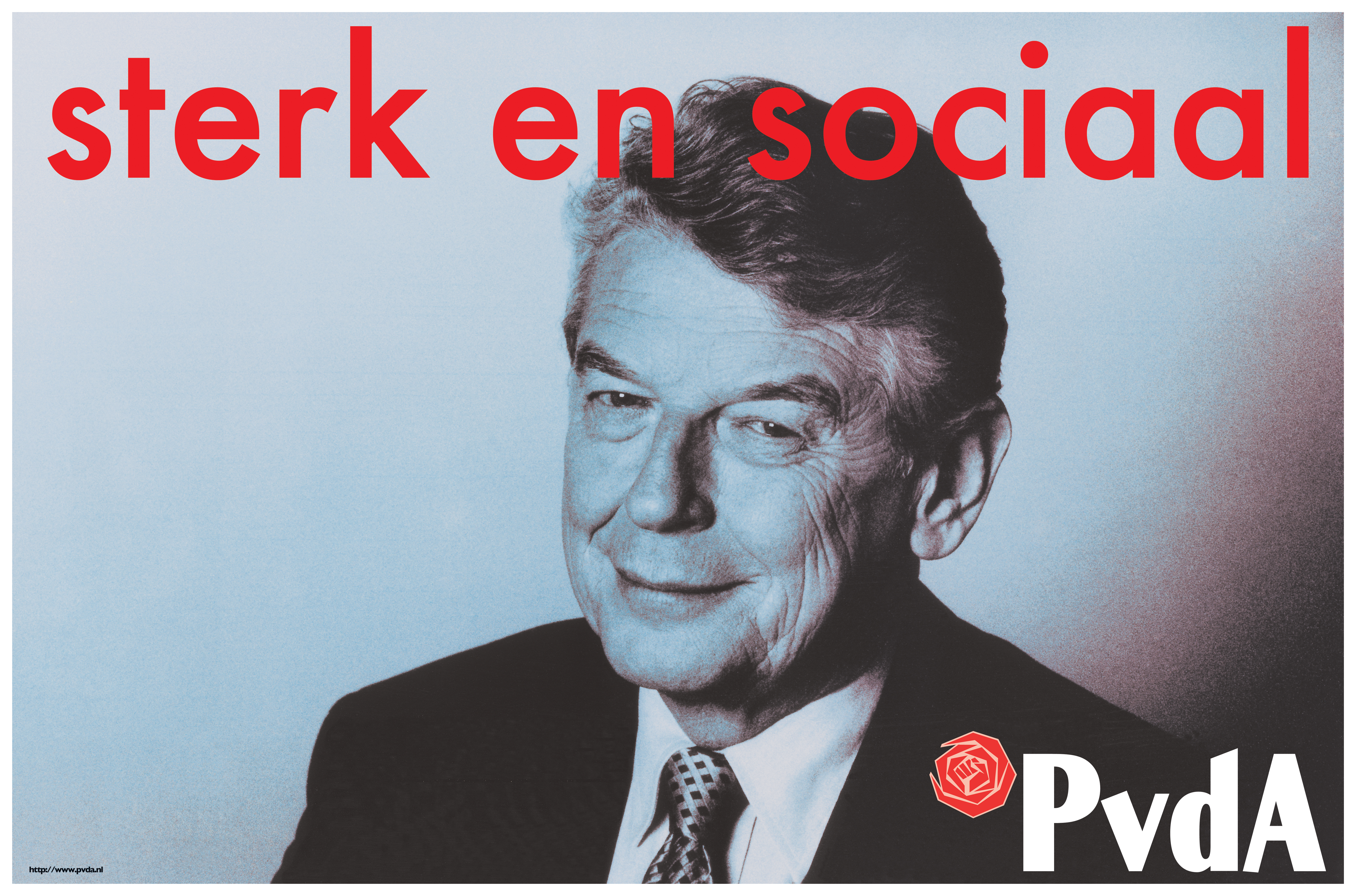
Wim Kok op de campagneposter van 1998

Bij de Tweede Kamerverkiezingen 1998 werd de PvdA beloond voor het beleid van het kabinet en wist de partij zich met acht zetels winst te herstellen tot 45 zetels. Al voor de verkiezingen was het eigenlijk wel duidelijk dat het paarse kabinet zou doorregeren en dat gebeurde ook na een voor huidige begrippen zeer korte informatie- en formatieperiode. Aanvankelijk ging het ook het Kabinet-Kok II voor de wind. De economische groei zette onverminderd door en de regering kreeg miljardenmeevallers. Er ontstond zelfs een overschot op de overheidsbegroting. Nationaal en internationaal kreeg Kok veel waardering voor het Nederlandse economische beleid en het begrip "poldermodel" werd internationaal bekend.

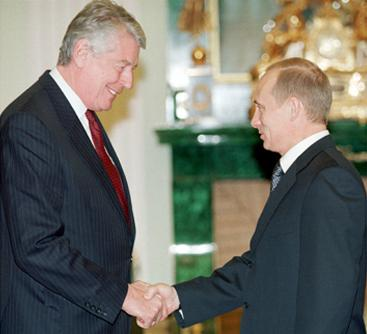
Wim Kok en Russisch president Vladimir Poetin in januari 2001

Op 18 mei 1999 viel het tweede kabinet-Kok echter bijna, toen tijdens de Nacht van Wiegel een wetsvoorstel aangaande referenda in de Eerste Kamer sneuvelde doordat VVD Eerste Kamerlid Hans Wiegel tegenstemde. D66 kondigde hierop aan het kabinet te verlaten. Na een geslaagde lijmpoging kon Kok echter met dit kabinet verder regeren.
Naast het economische beleid lagen belangrijke beleidspunten van Koks kabinetten vooral op immaterieel gebied. Zo werd euthanasie verder geliberaliseerd en werd het homohuwelijk ingevoerd. Verder werden op economisch gebied liberaliseringen doorgevoerd (energiesector, winkeltijden, vestigingseisen).
De sterke economische groei leidde echter aan het eind van de 20e eeuw tot een oververhitting van de economie. Door de sterke groei van het aantal banen ontstond er krapte op de arbeidsmarkt. Dit leidde tot personeelstekorten in onder meer de zorg en het onderwijs. De problemen in de zorg leidden tot wachtlijsten. Door de krapte op de arbeidsmarkt stegen de lonen veel harder, wat een streep haalde door het jaren gevoerde beleid van loonmatiging en ook in het onderwijs ontstonden problemen. Doordat het kabinet ook nog lastenverlichtingen doorvoerde, steeg de koopkracht van de Nederlanders. Dit leidde tot relatief hoge inflatie. Hierdoor verslechterde de concurrentiepositie van Nederland. Achteraf gezien verweten veel critici het kabinet Kok dat ze de recessie versterkt hebben door grote lastenverlichtingen door te voeren in een periode van hoogconjunctuur en door politiek moeilijke besluiten over onder meer saneringen in de gezondheidszorg en de WAO steeds uit te stellen (en uiteindelijk aan een volgend kabinet over te laten).
Toen in 2001 bekend werd dat de vader van de aanstaande bruid van kroonprins Willem-Alexander in de regering van Argentijnse dictator Videla had gezeten, dreigde een politieke crisis. Kok schakelde onder andere minister van staat Max van der Stoel in bij onderhandelingen met de aanstaande schoonvader van de prins van Oranje. Jorge Zorreguieta besloot uiteindelijk, vanwege de commotie die in Nederland was ontstaan, niet aanwezig te zijn bij de huwelijksplechtigheid van zijn dochter. Tevens gaf Kok aan prof. dr. Michiel Baud de geheime opdracht om een onderzoek te doen naar de rol van Jorge Zorreguieta tijdens de Vuile Oorlog.

### Einde politieke carrière
Op 29 augustus 2001 maakte Kok bekend dat hij na de verkiezingen van 2002 zou terugtreden als politiek leider van de PvdA. In zijn ogen zou Ad Melkert zijn opvolger moeten worden. Het PvdA-congres wees Melkert op 15 december 2001 aan als lijsttrekker en als politiek leider van de PvdA.

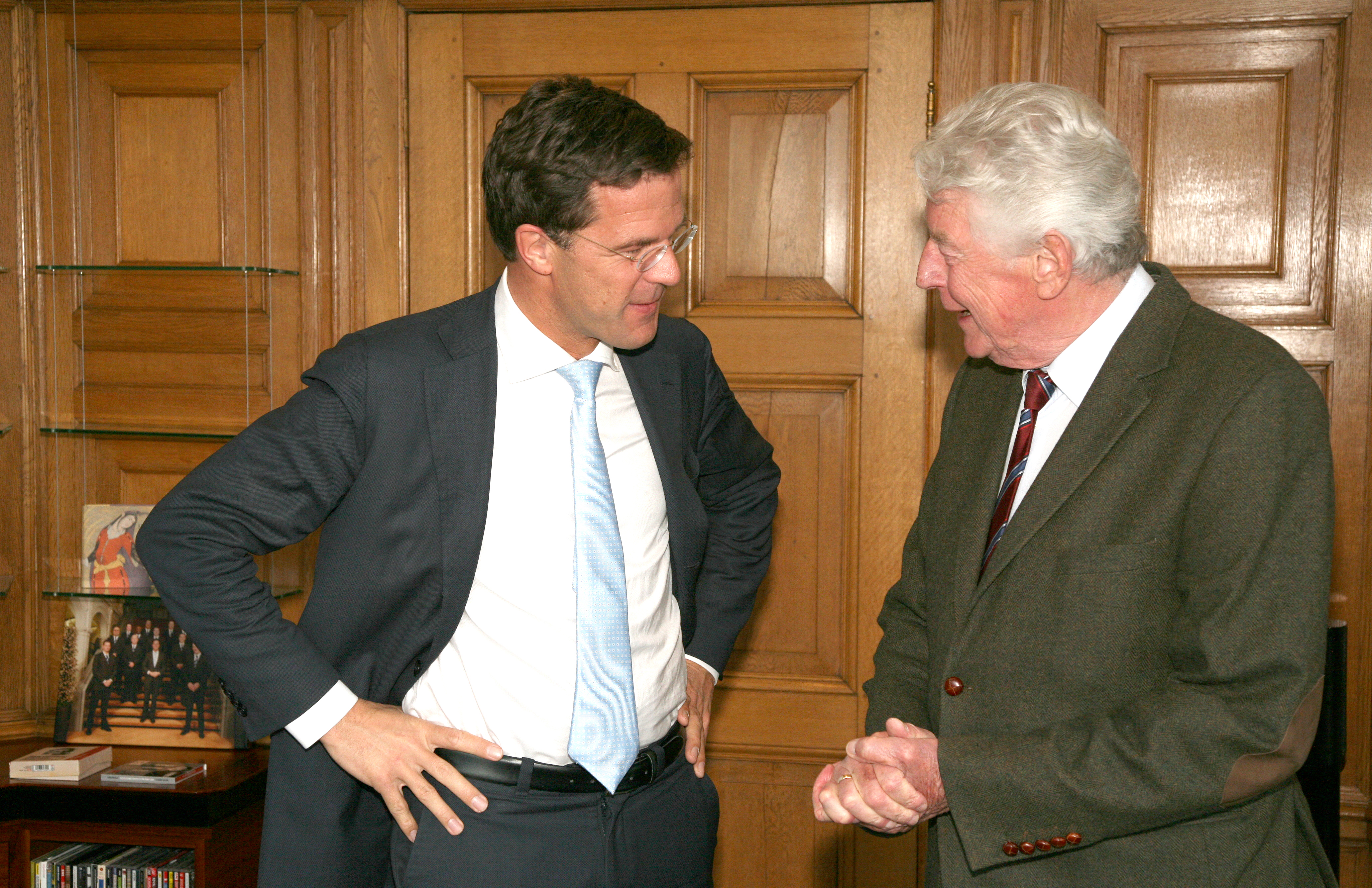
Wim Kok in gesprek met premier Rutte (2011)

In het laatste jaar van Koks regeerperiode ontstond een steeds grotere anti-paarse stemming. Deze stemming werd niet in de laatste plaats gevoed door Pim Fortuyn, die rond die tijd snel opkwam. In Fortuyns boek De puinhopen van acht jaar Paars, uitte hij forse kritiek op de kabinetten-Kok. Naast de eerder genoemde lange wachtlijsten in de zorg en problemen in het onderwijs, kregen de paarse kabinetten vooral de schuld van het snel groeiende gevoel van onveiligheid dat in Nederland ontstond (dat flink werd aangewakkerd door de terroristische aanslagen op 11 september 2001). Bij de gemeenteraadsverkiezingen van 2002 leed de PvdA zware verliezen.
Op 16 april 2002 diende Kok zijn ontslag in. Op die wijze nam hij de politieke verantwoordelijkheid voor de mislukte, door Nederlandse militairen uitgevoerde, VN-missie in de enclave Srebrenica. In 1995 werd die enclave door de Bosnische Serviërs ingenomen, waarna de mannelijke bevolking, bestaande uit 7000 personen, werd weggevoerd en vermoord. Directe aanleiding voor de ontslagaanvraag waren de bevindingen van een door het Nederlands Instituut voor Oorlogsdocumentatie (NIOD) uitgevoerd onderzoek naar de gang van zaken tussen het moment van uitzenden van de missie in 1993 en de afhandeling van de affaire in 1998 (zie Kabinetscrisis over het Srebrenica-drama). De overige ministers zagen in het besluit van Kok reden ook hun ontslag in te dienen. Zo viel het kabinet vlak voor de verkiezingen. Tot de beëdiging van het kabinet-Balkenende I op 22 juli 2002 regeerde Kok als demissionair minister-president. In juni 2002 bracht Kok samen met minister Herfkens een bezoek aan Bosnië om nabestaanden van de massamoord in Srebrenica te ontmoeten. Kok wilde daarmee jegens hen een verzoenend gebaar maken.

## Carrière na de politiek

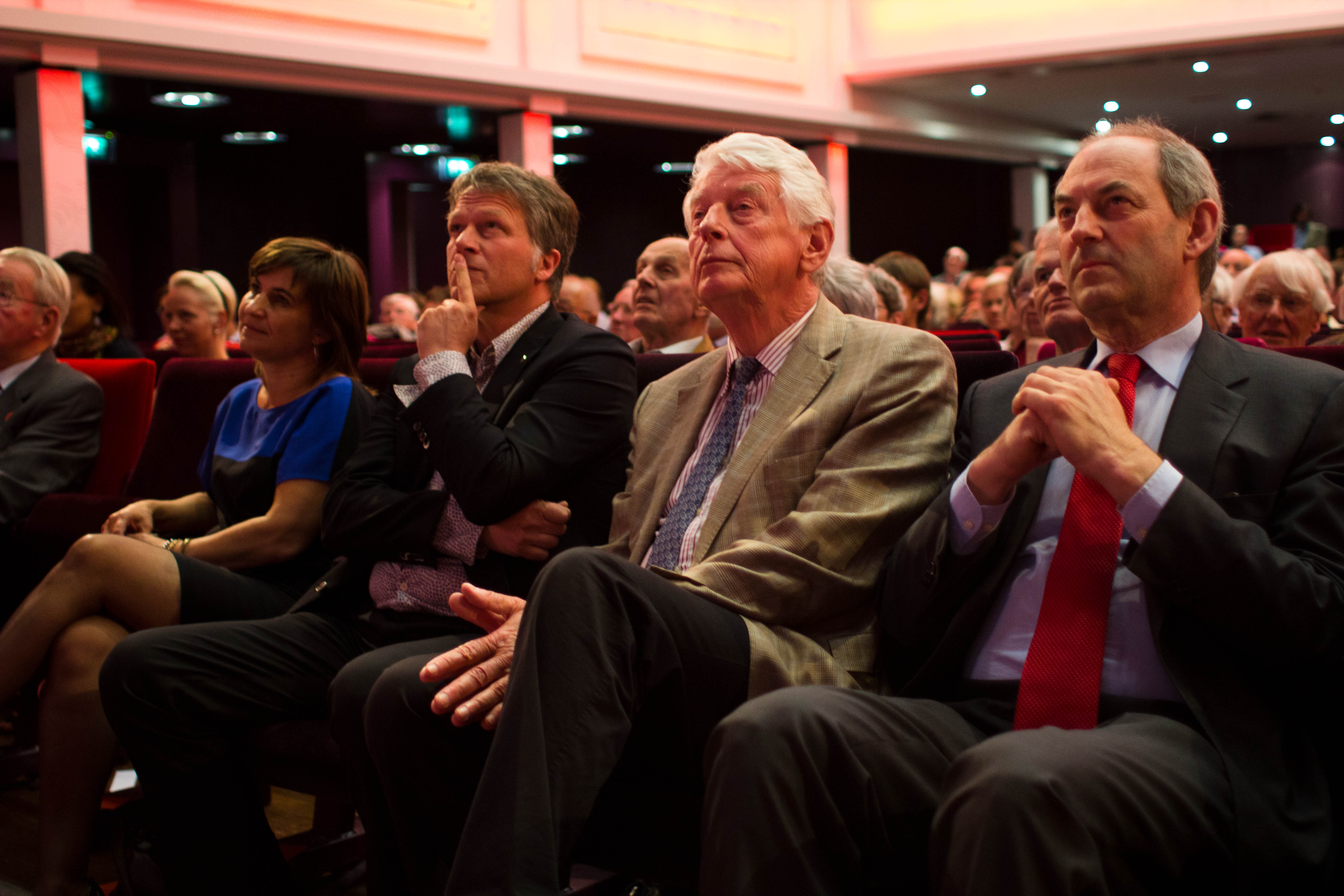
Lilianne Ploumen, Wouter Bos, Wim Kok en Job Cohen in 2011, op de 65e verjaardag van de PvdA

Na de beëdiging van het kabinet-Balkenende I trad Kok, zoals hij een jaar eerder al had aangekondigd, terug uit de Nederlandse politiek. Na enkele maanden in de anonimiteit geleefd te hebben, aanvaardde Kok in 2003 enkele commissariaten, bij de ING Groep, TPG Post, Shell en de KLM.
Deze commissariaten leidden tot discussie en kritiek, doordat Kok tijdens zijn bewind kritiek geleverd had op bestuurders van grote bedrijven en daarbij van "ordinaire zakkenvullers" en van "exhibitionistische zelfverrijking" had gesproken. Als commissaris genoot hij niet alleen zelf royale inkomsten, maar nam hij ook medeverantwoordelijkheid voor enkele verdere inkomensstijgingen. Zo stemde hij in met een stijging van 584 procent in de loop van drie jaar van de kortetermijnbonus voor ING-topman Michel Tilmant. Tegenover de commissie-de Wit verdedigde Kok dit door te zeggen dat de raad van bestuur van ING qua inkomen zwaar achteropgeraakt was bij de rest van de bankwereld, en dat het verschil met de concurrentie kleiner gemaakt moest worden om de talentvolle mensen te kunnen behouden. Kok verklaarde dat hij als minister-president een "maatschappelijke verantwoordelijkheid" had, terwijl hij als commissaris "in het belang van de vennootschap" en in het belang van 'BV Nederland' moest handelen. Naast zijn commissariaten vervulde Kok enkele Europese adviesfuncties.
Wim Kok was van 2009 tot 2013 voorzitter van de Club van Madrid. Deze organisatie bestaat uit 70 voormalige staatshoofden en regeringsleiders van 50 landen. De Club van Madrid heeft als belangrijkste doelstelling om wereldwijd democratie te bevorderen.
Vanaf november 2014 was hij niet-uitvoerend bestuurder van de beursgenoteerde China Construction Bank (CCB). Het is de op een na grootste bank van de Volksrepubliek China met een balanstotaal van 1800 miljard euro. Kok werd voor de post benaderd door Jenny Shipley, de voormalig minister-president van Nieuw-Zeeland en oud-commissaris bij de CCB. Kok kende haar van de Club van Madrid.

## Overlijden
Wim Kok overleed op 20 oktober 2018 op tachtigjarige leeftijd in een ziekenhuis in zijn woonplaats Amsterdam aan de gevolgen van een hartkwaal. Op 27 oktober 2018 was zijn uitvaart in besloten kring, daarna werd hij herdacht in het Koninklijk Concertgebouw.

## Functies

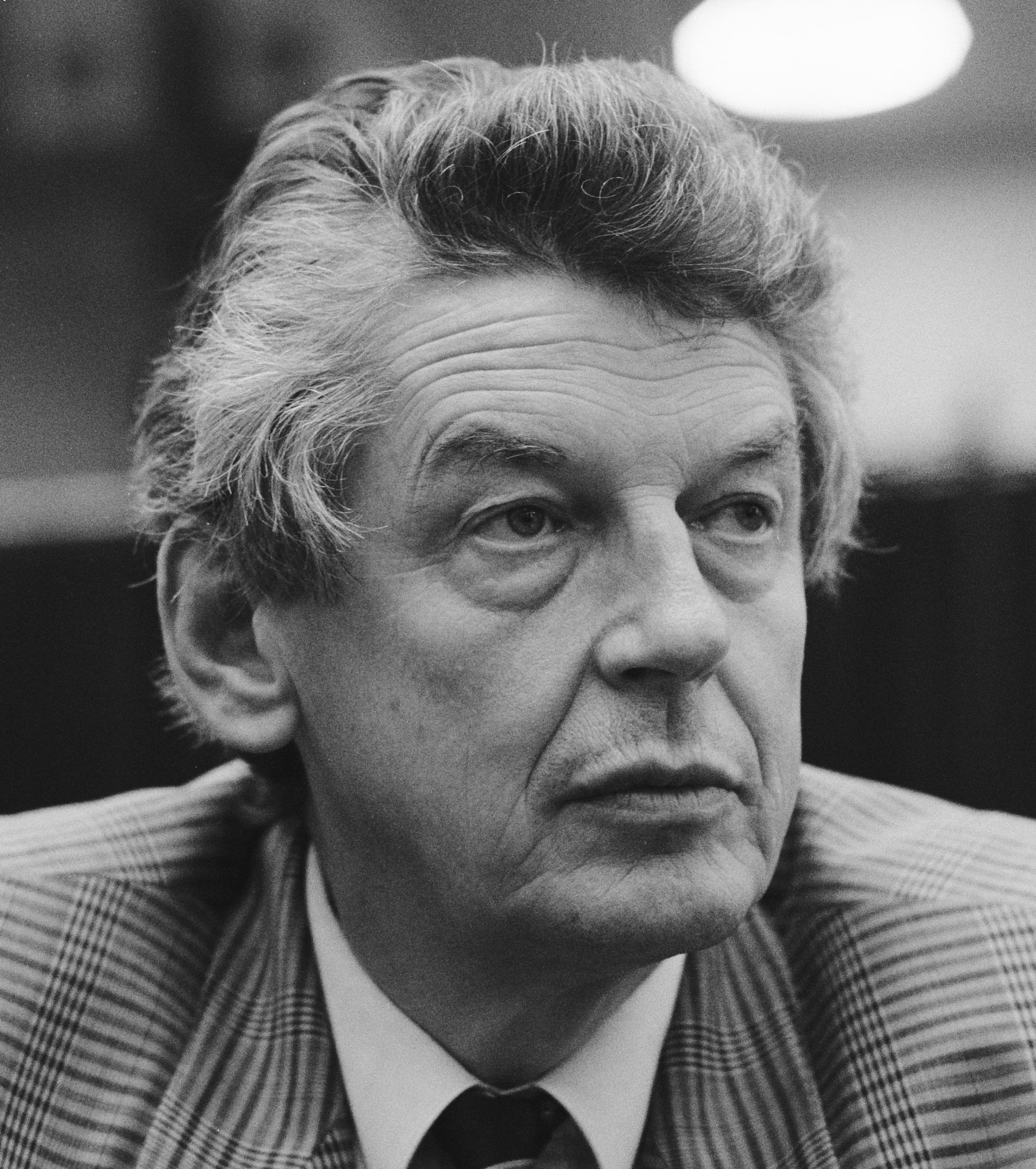
Kok in de Tweede Kamer in 1989

Kok was lid van de Internationale Commissie voor Vermiste Personen en voorzitter van de werkgroep ingesteld door de Europese Commissie voor het uitbrengen van een advies over de uitbreiding van de Europese Unie. Hij was daarna benoemd tot voorzitter van de werkgroep die een advies voorbereidde over de Europese werkgelegenheid. Hij bekleedde enige commissariaten.

### Overzicht
- Vicevoorzitter SER (Sociaal-Economische Raad), van 1972 tot 1986
- Werknemersvoorzitter Stichting van de Arbeid
- Lid en vicevoorzitter Bankraad, van 1973 tot 1986
- Voorzitter Europees Verbond van Vakverenigingen, van 1979 tot 1979
- President Raad van Commissarissen "De Centrale" verzekeringsmaatschappij te Den Haag
- Gastdocent Institute of Social Studies
- Lid FNV Raad van Advies inzake arbeid en technologie
- Informateur, van 6 juli 1994 tot 29 juli 1994
- Kabinetsformateur, van 29 juli 1994 tot 22 augustus 1994
- Informateur; samen met Gerrit Zalm en Els Borst, van 14 mei 1998 tot 20 juli 1998
- Kabinetsformateur, van 20 juli 1998 tot 3 augustus 1998
- Lid bestuur I.C.M.P. (Internationale Commissie voor vermiste personen in voormalig Joegoslavië), vanaf 2002
- Adviseur Europese Commissie over de uitbreiding van de Europese Unie
- Voorzitter Raad van Toezicht Het Nationale Ballet te Amsterdam
- Lid Raad van Toezicht Rijksmuseum te Amsterdam, vanaf januari 2003
- Voorzitter Raad van Toezicht Stichting AGO (dagbesteding voor mensen met een verstandelijke beperking in de regio Amsterdam), vanaf maart 2003
- Voorzitter werkgroep over hervormingen van de Europese arbeidsmarkten, vanaf maart 2003
- Lid Raad van Aanbeveling United Netherlands
- Lid Raad van Commissarissen ING, van 15 april 2003 tot 27 april 2009
- Lid Raad van Commissarissen TPG Post, vanaf april 2003 tot 2011
- Lid Raad van Commissarissen Koninklijke Nederlandse Petroleum Maatschappij, Royal Dutch Shell, vanaf 1 juli 2003 tot mei 2011. Kok was voorzitter van de commissie voor maatschappelijk verantwoord ondernemen en van de commissie voor benoemingen.
- Lid Raad van Commissarissen Koninklijke Luchtvaart Maatschappij KLM, vanaf juni 2003
- Lid Raad van Toezicht Nederlands Kanker Instituut/Antonie van Leeuwenhoek-Ziekenhuis, vanaf 22 september 2003

## Onderscheidingen

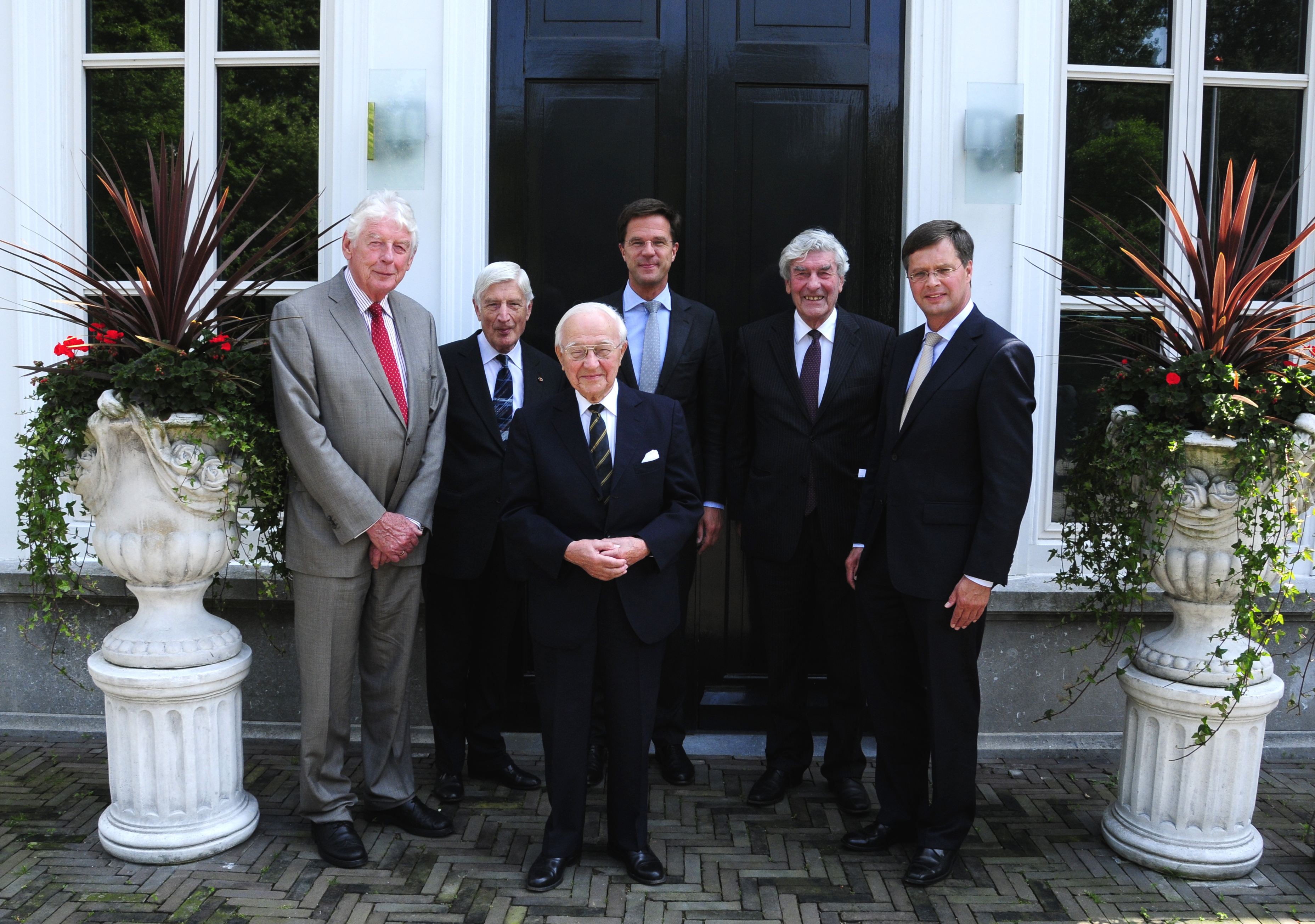
Kok samen met de voormalige premiers Van Agt, De Jong, Lubbers, Balkenende en premier Rutte (2011)

- Ridder Grootkruis in de Orde van Isabella de Katholieke van Spanje (19 oktober 2001)[13]
- Ridder Grootkruis in de Orde van Oranje-Nassau (10 december 2002)
- Grootofficier in de Orde van de Drie Sterren van Letland (november 2004, vanwege zijn inzet voor een Verenigd Europa)

Op 11 april 2003 werd Wim Kok op voordracht van de ministerraad bij Koninklijk Besluit benoemd tot minister van staat. Minister van staat is een eretitel die in uitzonderlijke gevallen wordt toegekend aan politici of staatslieden (al is het niet ongebruikelijk dat voormalige premiers tot minister van staat worden benoemd).
Op 2 september 2003 kreeg Kok een eredoctoraat van de Universiteit Nyenrode vanwege de "voorbeeldige wijze waarop hij als premier en als minister van Financiën een financieel en sociaal-economisch beleid heeft gevoerd". Karel Van Miert, oud-president van Nyenrode en oud-eurocommissaris, reikte de onderscheiding uit.
Ook de faculteit filosofie van de Universiteit van Münster verleende Kok in 2003 een eredoctoraat. Dit eredoctoraat kreeg hij vanwege zijn verdiensten ter verbetering en intensivering van Duits-Nederlandse betrekkingen.

## Privéleven
Kok trouwde in 1965 met Rita Roukema, die net als hij een vakbondsachtergrond had. Het was haar tweede huwelijk, ze had al een dochter en een zoon uit haar eerste huwelijk, die ook de achternaam Kok kregen. De zoon was meervoudig gehandicapt. Na het huwelijk volgde nog een zoon. Koks echtgenote was zeer actief in de zorg voor gehandicapten en legde de basis voor verschillende zorginstellingen.

## Biografie
Biograaf Marnix Krop schreef de biografie van Kok, het eerste deel “Voor zijn mensen” kwam uit in november 2019.